# Nauru na Mistrzostwach Świata w Lekkoatletyce 2011
Nauru na Mistrzostwach Świata w Lekkoatletyce 2011 reprezentowało dwóch zawodników (1 mężczyzna i 1 kobieta).

## Występy reprezentantów Nauru

### Mężczyźni

#### Konkurencje biegowe
| Konkurencja   | Zawodnik        | Preeliminacje | Preeliminacje | Eliminacje    | Eliminacje    | Półfinał      | Półfinał      | Finał         | Finał         |
| Konkurencja   | Zawodnik        | Rezultat      | Pozycja       | Rezultat      | Pozycja       | Rezultat      | Pozycja       | Rezultat      | Pozycja       |
| ------------- | --------------- | ------------- | ------------- | ------------- | ------------- | ------------- | ------------- | ------------- | ------------- |
| Bieg na 100 m | Joshua Jeremiah | 11,44         | 6             | Nie awansował | Nie awansował | Nie awansował | Nie awansował | Nie awansował | Nie awansował |

### Kobiety

#### Konkurencje biegowe
| Konkurencja   | Zawodniczka       | Preeliminacje | Preeliminacje | Eliminacje | Eliminacje | Półfinał       | Półfinał       | Finał          | Finał          |
| Konkurencja   | Zawodniczka       | Rezultat      | Pozycja       | Rezultat   | Pozycja    | Rezultat       | Pozycja        | Rezultat       | Pozycja        |
| ------------- | ----------------- | ------------- | ------------- | ---------- | ---------- | -------------- | -------------- | -------------- | -------------- |
| Bieg na 100 m | Lovelite Detenamo | 12,63         | 3 Q           | 12,51      | 7          | Nie awansowała | Nie awansowała | Nie awansowała | Nie awansowała |